# Eurasische Wirtschaftsgemeinschaft
Die Eurasische Wirtschaftsgemeinschaft (EAWG, JewrAsES; teilweise auch Euroasiatische Wirtschaftsgemeinschaft; russisch: Евразийское Экономическое Сообщество, ЕврАзЭС; englisch: Eurasian Economic Community, EURASEC) war ein wirtschaftspolitisches Bündnis europäischer und asiatischer Nachfolgestaaten der Sowjetunion.
Die Mitgliedstaaten verpflichteten sich zum Abbau von Handelshemmnissen und Zöllen sowie zur wirtschaftlichen Zusammenarbeit untereinander.
Mit dem Inkrafttreten des Vertrages zur Eurasischen Wirtschaftsunion am 1. Januar 2015 hörte die EAWG auf zu existieren.

## Mitgliedstaaten
- Belarus
- Kasachstan
- Kirgisistan
- Russland
- Tadschikistan

### Beobachterstatus
- Armenien
- Moldau
- Ukraine

### Ehemaliges Mitglied
- Usbekistan (Oktober 2006 bis Dezember 2008)[2]

## Geschichte
Die Eurasische Wirtschaftsgemeinschaft wurde am 10. Oktober 2000 von den GIS-Mitgliedern Russland, Belarus, Kasachstan, Kirgisistan und Tadschikistan gebildet. Formell trat der Vertrag im Mai des Jahres 2001 in Kraft. Im Mai des Jahres 2002 erhielten die Staaten Moldawien und Ukraine Beobachterstatus in der EURASEC. Ein weiterer Beobachterstaat war Armenien. Eine besonders enge Kooperation innerhalb der Eurasischen Wirtschaftsgemeinschaft strebten Russland und Belarus mit der Russisch-Belarussischen Union an.
Im Oktober 2005 ging die 2001 gegründete Central Asian Cooperation Organisation (CACO) auf Initiative von Russland in der EURASEC auf. Russland war zwar im Oktober 2004 der CACO beigetreten, konnte sich jedoch gegen die spezifischen Interessen zentralasiatischer Staaten nicht wie angestrebt behaupten. Diese Situation bewegte Russland, die Fusion mit EURASEC voranzutreiben. Die Politik des usbekischen Präsidenten Islom Karimov hatte die Zusammenarbeit mit den Nachbarstaaten in der CACO nicht produktiv befördert und trug deshalb zu ihrem Scheitern wesentlich bei.
Im Januar 2006 trat auch Usbekistan der Eurasischen Wirtschaftsgemeinschaft bei. Dies wurde durch den usbekischen Präsidenten Islom Karimov auf der damaligen Tagung der Wirtschaftsgemeinschaft in Strelna bei Sankt Petersburg bekannt gegeben. Ende 2008 erfolgte der Austritt Usbekistans aus der Gemeinschaft.
2009 traten Armenien, Belarus, Moldawien und die Ukraine gegen den Willen Russlands der Östlichen Partnerschaft bei, die sie mit der Europäischen Union verbindet.
Am 29. Mai 2014 wurde die Eurasische Wirtschaftsunion gegründet, die am 1. Januar 2015 ihre Arbeit aufnahm und die EAWG ersetzte.